# Nguyên Trong Anh
Nguyên Trong Anh (* 1935) ist ein französischer Chemiker. Er war Professor an der Universität Paris-Süd und danach an der École polytechnique. Außerdem war er Forschungsdirektor des CNRS.
Nguyen ist der Nachname (wie im Chinesischen und Japanischen wird im Vietnamesischen in umgekehrter Namensreihenfolge geschrieben), doch wird er N. T. Anh zitiert.
Er war ursprünglich experimenteller Chemiker, befasste sich dann aber vor allem mit Theoretischer Chemie, mit Anwendung auf Mechanismen von Reaktionen der Organischen Chemie und Stereochemie, und ist für die Felkin-Anh-Regel bekannt (mit Hugh Felkin). Er erweiterte die ursprüngliche Regel von Felkin (1967) in den 1970er Jahren mit Odile Eisenstein (Felkin-Anh-Modell). Nguyen schrieb ein Buch über die Woodward-Hoffmann-Regeln.
Zu seinen Doktoranden gehört Odile Eisenstein.

## Schriften
- Les règles de Woodward Hoffman, Paris: Édisciences 1970
  - Deutsche Übersetzung: Die Woodward-Hoffmann Regeln und ihre Anwendung, Verlag Chemie, Weinheim 1972
- mit Robert Corriu: Molecular Chemistry of Sol-Gel Derived Nanomaterials, Wiley 2009
- Frontier orbitals - a practical manual, Wiley 2007
- Introduction à la chimie moléculaire, Ellipses 1998
- mit Philippe Hiberty: Introduction à la Chimie Quantique, Ellipses 2008
- La chimie : science des transformations, CERIMES 2000